# 科隆西德广播交响乐团
科隆西德广播交响乐团（德语：WDR Sinfonieorchester Köln）是德国西德广播公司（WDR）旗下位于科隆的一个交响乐团。
西德广播交响乐团成立于1947年的西北德广播公司（NWDR）旗下，合作过的指挥家包括：伯姆、布施、卡拉扬、克莱伯、克伦佩勒、米特罗普洛斯、索尔蒂、马泽尔、阿巴多等等。该乐团以演绎20世纪和当代音乐而著名，贝里奥、亨策、卡赫尔、潘德列茨基、斯特拉文斯基、施托克豪森和齐默尔曼等作曲家都为其创作过委约作品。

## 历任首席指挥
- 克里斯蒂安·马塞拉鲁（英语：Cristian Măcelaru）（2019年至今）
- 尤卡-佩卡·萨拉斯特（2010-2019）
- 谢苗·毕契科夫（1997-2010）
- 汉斯·丰克（英语：Hans_Vonk_(conductor)）（1991-1997）
- 加里·贝尔提尼（1983-1991）
- 若杉弘（1977-1983）
- 兹德涅克·马察尔（英语：Zdeněk_Mácal）（1970-1974）
- 克里斯托夫·冯·多赫南伊（1964-1969）